# Герои Социалистического Труда Акмолинской области
В настоящий список включены:

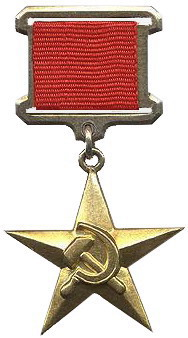
Золотая медаль «Серп и Молот»

- Герои Социалистического Труда, на момент присвоения звания проживавшие на территории современной Акмолинской области — 139 человек; в их числе — награждённые на территории ряда районов, переданных в Акмолинскую область из упразднённых Кокчетавской и Тургайской областей (21 и 13 Героев, отмеченных соответственно одной и двумя звёздочками);
- уроженцы Акмолинской области (в её современных границах), удостоенные звания Героя Социалистического Труда в других регионах СССР, — 36 человек.
- Герои Социалистического Труда, прибывшие в Акмолинскую область на постоянное проживание из других регионов СССР, — 3 человека.
- Серым цветом   выделены лица, лишённые звания Героя, — 1 человек.

Вторая и третья части списка могут быть неполными из-за отсутствия данных о месте рождения и месте смерти ряда Героев.
В таблицах отображены фамилия, имя и отчество Героев, должность и место работы на момент присвоения звания, дата Указа Президиума Верховного Совета СССР, отрасль народного хозяйства, а также ссылка на биографическую статью на сайте «Герои страны». Формат таблиц предусматривает возможность сортировки по указанным параметрам путём нажатия на стрелку в нужной графе.

## История
Первым на территории современной Акмолинской области звания Героя Социалистического Труда были удостоены К. Адильбаев и М. С. Босенко, которым эта высшая степень отличия была присвоена Указом Президиума Верховного Совета СССР от 28 марта 1948 года за получение высоких урожаев пшеницы.
Из 138 награждённых с 1948 по 1991 год подавляющее большинство — 105 человек (76 %) — были отмечены за заслуги в сельскохозяйственном производстве. 13 человек являлись работниками партийно-государственного аппарата. 8 человек работали на транспорте, 4 — в атомной промышленности, 2 — в научной сфере. По одному человеку трудились в таких отраслях народного хозяйства, как металлургия, машиностроение, строительство, автодорожное производство, пищевая промышленность, здравоохранение.

## Уроженцы Акмолинской области, удостоенные звания Героя Социалистического Труда в других регионах СССР
| №  | Фамилия, имя, отчество           | Даты жизни              | Деятельность | Дата присвоения | Отрасль       | Место рождения       | ГС        |
| -- | -------------------------------- | ----------------------- | --- | --------------- | ------------- | -------------------- | --------- |
| 1  | Амзин Намазбай                   | 1912 — 17.05.1968       | Председатель колхоза имени Амангельды Иманова Амангельдинского района Кустанайской области                                                                                    | 23.07.1948      | сельхоз       | Есильский район      | [ ГС 1 ]  |
| 2  | Амринов Баяш Каутанович          | 15.05.1939 — 19.09.2017 | Старший табунщик совхоза «Золотая Нива» Валихановского района Кокчетавской области                                                                                            | 19.02.1981      | сельхоз       | Бурабайский район    | [ ГС 2 ]  |
| 3  | Асаинов Жабаркан                 | 11.1919 — 03.03.1963    | Путеец 81-го отдельного Краснознамённого строительно-путевого железнодорожного батальона, 10-й железнодорожной бригады                                                        | 05.11.1943      | транспорт     | Акмолинская область  | [ ГС 3 ]  |
| 4  | Бабаков Алексей Иванович         | 1924—1988               | Машинист комбайна шахты № 1 треста «Сталинуголь» комбината «Карагандауголь» Министерства угольной промышленности СССР, Карагандинская область                                 | 26.04.1957      | углепром      | Атбасарский район    | [ ГС 4 ]  |
| 5  | Байгабилов Хайрулла              | 1912 — 24.09.2004       | Директор Актастинской МТС Осакаровского района Карагандинской области | 11.01.1957      | сельхоз       | Зерендинский район   | [ ГС 5 ]  |
| 6  | Богатырёв Михаил Иванович        | 20.09.1923 — 21.10.1994 | Комбайнёр колхоза «40 лет Октября» Бурлинского района Уральской области | 23.06.1966      | сельхоз       | Атбасарский район    | [ ГС 6 ]  |
| 7  | Будеев Касым                     | 13.01.1900 — 20.08.1977 | Звеньевой совхоза имени XXI партсъезда Сырдарьинского района Кзыл-Ординской области                                                                                           | 23.06.1966      | сельхоз       | Астана               | [ ГС 7 ]  |
| 8  | Вовченко Фёдор Яковлевич         | 12.02.1912 — 02.07.1981 | Старший зоотехник колхоза «Страна Советов» Рубцовского района Алтайского края                                                                                                 | 22.03.1966      | сельхоз       | Бурабайский район    | [ ГС 8 ]  |
| 9  | Гирин Иван Яковлевич             | 01.01.1934 — 25.03.1987 | Командир лётного отряда Казахского управления гражданской авиации Министерства гражданской авиации СССР, гор. Кустанай                                                        | 03.03.1980      | транспорт     | Буландынский район   | [ ГС 9 ]  |
| 10 | Гордиенко Николай Никитович      | 03.09.1939 — 17.12.2011 | Бригадир монтажников Управления строительства Прикаспийского горно-металлургического комбината Министерства среднего машиностроения СССР, гор. Шевченко Мангышлакской области | 16.01.1974      | атомпром      | Астраханский район   | [ ГС 10 ] |
| 11 | Диденко Степан Яковлевич         | 06.01.1924 — 13.04.1991 | Старший оператор блюминга Магнитогорского металлургического комбината Челябинского совнархоза                                                                                 | 19.07.1958      | металлургия   | Акмолинская область  | [ ГС 11 ] |
| 12 | Жангалов Баян                    | 22.07.1914 — 31.01.2013 | Председатель Рузаевского райисполкома Кокчетавской области | 11.01.1957      | госуправление | Зерендинский район   | [ ГС 12 ] |
| 13 | Жарнаков Пётр Матвеевич          | 1914 — 07.06.1980       | Старший мастер металлургического цеха Балхашского горнометаллургического комбината Карагандинского совнархоза                                                                 | 09.06.1961      | металлургия   | Акмолинская область  | [ ГС 13 ] |
| 14 | Жолбин Анатолий Александрович    | 23.03.1926 — 09.07.1999 | Сталевар Кузнецкого металлургического комбината имени В. И. Ленина Министерства чёрной металлургии СССР, Кемеровская область                                                  | 30.03.1971      | металлургия   | Сандыктауский район  | [ ГС 14 ] |
| 15 | Зеркаль Игнат Терентьевич        | 03.01.1914 — 29.10.1986 | Бригадир колхоза «Правда» Великоновосёлковского района Донецкой области | 30.04.1966      | сельхоз       | Акмолинская область  | [ ГС 15 ] |
| 16 | Золотухин Фёдор Фёдорович        | 10.05.1906 — 12.05.1968 | Первый секретарь Кытмановского райкома КПСС, Алтайский край | 11.01.1957      | госуправление | Акмолинская область  | [ ГС 16 ] |
| 17 | Зорин Тимофей Лукьянович         | 13.10.1913 — 29.09.1966 | Комбайнёр совхоза «Ермак» Нововаршавского района Омской области | 23.06.1966      | сельхоз       | Аршалынский район    | [ ГС 17 ] |
| 18 | Корнеева Александра Абрамовна    | 1921 — ????             | Звеньевая свеклосовхоза имени Фрунзе Министерства пищевой промышленности СССР, Кантский район Киргизской ССР                                                                  | 08.05.1948      | сельхоз       | Акмолинская область  | [ ГС 18 ] |
| 19 | Косивцева Надежда Алексеевна     | 1913—1986               | Звеньевая совхоза «Нижне-Чуйский» Министерства сельского хозяйства СССР, Кагановичский район Фрунзенской области                                                              | 10.07.1950      | сельхоз       | Астраханский район   | [ ГС 19 ] |
| 20 | Курлиенко Анна Акимовна          | 1910 — ????             | Доярка Фрунзенской экспериментальной фермы Киргизского научно-исследовательского института животноводства                                                                     | 16.10.1950      | сельхоз       | Зерендинский район   | [ ГС 20 ] |
| 21 | Кусаинов Сакан                   | 15.05.1917 — 09.01.1989 | Первый секретарь Тургайского обкома Компартии Казахстана | 10.12.1973      | госуправление | Атбасарский район    | [ ГС 21 ] |
| 22 | Маканов Дюсембай                 | 1909 — 23.02.2008       | Директор Казалинского овцесовхоза Кзыл-Ординской области | 29.03.1958      | сельхоз       | Целиноградский район | [ ГС 22 ] |
| 23 | Махметов Майрам                  | 1910 — 03.01.2002       | Начальник пункта технического осмотра вагонов станции Караганда-Сортировочная Казахской железной дороги                                                                       | 01.08.1959      | транспорт     | Целиноградский район | [ ГС 23 ] |
| 24 | Нижников Николай Елисеевич       | 25.12.1926 — 24.02.2006 | Первый секретарь Арыкбалыкского райкома Компартии Казахстана, Кокчетавская область                                                                                            | 19.02.1981      | госуправление | Сандыктауский район  | [ ГС 24 ] |
| 25 | Обливальный Павел Степанович     | 17.12.1904 — 21.02.1981 | Директор Петровской МТС Фрунзенской области | 15.02.1957      | сельхоз       | Кокшетау             | [ ГС 25 ] |
| 26 | Омарова Бибижамал                | 01.01.1922 — 12.16.1996 | Машинист поверхностных машин и механизмов шахты имени Кирова, гор. Караганда                                                                                                  | 07.03.1960      | углепром      | Аршалынский район    | [ ГС 26 ] |
| 27 | Ратушняк Пётр Пантелеевич        | 1926 — ????             | Бригадир племсовхоза-техникума «Чиназ» Чиназского района Ташкентской области                                                                                                  | 26.02.1981      | сельхоз       | Аршалынский район    | [ ГС 27 ] |
| 28 | Самонов Александр Григорьевич    | 21.06.1931 — 15.05.1996 | Старший плавильщик Балхашского горно-металлургического комбината Министерства цветной металлургии СССР, Карагандинская область                                                | 20.05.1966      | металлургия   | Акмолинская область  | [ ГС 28 ] |
| 29 | Стрельникова Федосия Афанасьевна | 27.08.1900 — 23.03.1957 | Директор племенного совхоза «Аламедин» Ворошиловского района Фрунзенской области                                                                                              | 15.02.1957      | сельхоз       | Зерендинский район   | [ ГС 29 ] |
| 30 | Судаков Александр Евстафьевич    | 14.08.1912 — 21.10.1972 | Управляющий отделением совхоза «Бердский» Искитимского района Новосибирской области                                                                                           | 08.04.1971      | сельхоз       | Акмолинская область  | [ ГС 30 ] |
| 31 | Сычугов Андрей Григорьевич       | 15.11.1912 — 1975       | Бригадир Фрунзенской экспериментальной фермы Киргизского научно-исследовательского института животноводства                                                                   | 16.10.1950      | сельхоз       | Зерендинский район   | [ ГС 31 ] |
| 32 | Тукенов Нурлыгаин Тукенович      | 09.05.1912 — 27.11.1973 | Начальник Южно-Казахстанского геологического управления Министерства геологии Казахской ССР, Джамбулская область                                                              | 04.07.1966      | геология      | Шортандинский район  | [ ГС 32 ] |
| 33 | Фомичёв Александр Ильич          | 1923—1978               | Директор шахты № 33—34 комбината «Карагандауголь» Министерства угольной промышленности СССР, Карагандинская область                                                           | 30.03.1971      | углепром      | Сандыктауский район  | [ ГС 33 ] |
| 34 | Чередниченко Анастасия Никоновна | 1911 — ????             | Звеньевая колхоза «Победа» Тюлькубасского района Южно-Казахстанской области                                                                                                   | 28.03.1948      | сельхоз       | Атбасарский район    | [ ГС 34 ] |
| 35 | Шкилёв Иван Константинович       | 30.01.1924 — 17.11.1999 | Бригадир колхоза имени Ленина Приурального района Уральской области | 19.04.1967      | сельхоз       | Аккольский район     | [ ГС 35 ] |
| 36 | Щербак Юрий Алексеевич           | 1928—1979               | Бригадир проходчиков горных выработок шахты № 101 треста «Сараньуголь» Управления угольной промышленности Казахской ССР, Карагандинская область                               | 29.06.1966      | углепром      | Астана               | [ ГС 36 ] |

## Герои Социалистического Труда, прибывшие на постоянное проживание в Акмолинскую область из других регионов СССР
| № | Фамилия, имя, отчество      | Даты жизни              | Деятельность | Дата присвоения | Отрасль            | Место проживания | ГС       |
| - | --------------------------- | ----------------------- | --- | --------------- | ------------------ | ---------------- | -------- |
| 1 | Абильпеисов Турлубек        | 21.11.1926 — 27.11.2017 | *Комбайнёр Комсактинской МТС Володарского района Кокчетавской области                                            | 11.01.1957      | сельское хозяйство | Кокшетау         | [ ГС 1 ] |
| 2 | Попов Александр Николаевич  | род. 1932               | Проходчик Приаргунского горно-химического комбината Министерства среднего машиностроения СССР, Читинская область | 16.01.1974      | атомпром           |                  | [ ГС 2 ] |
| 3 | Синельников Пётр Степанович | 22.06.1921 — 15.05.2007 | *Первый секретарь Рузаевского райкома Компартии Казахстана, Кокчетавская область                                 | 11.01.1957      | госуправление      | Кокшетау         | [ ГС 3 ] |

## Лица, лишённые звания Героя Социалистического Труда
| № | Фамилия, имя, отчество       | Даты жизни  | Деятельность                                                                     | Дата присвоения | Дата лишения | Отрасль            | ГС       |
| - | ---------------------------- | ----------- | -------------------------------------------------------------------------------- | --------------- | ------------ | ------------------ | -------- |
| 1 | Николаев Валентин Васильевич | 1913 — ???? | Председатель сельхозартели «Путь Ленина» Молотовского района Акмолинской области | 11.01.1957      | 03.07.1968   | сельское хозяйство | [ ГС 1 ] |